# 东木镇
东木镇，是中华人民共和国陕西省安康市紫阳县下辖的一个乡镇级行政单位。

## 行政区划
东木镇下辖以下地区：
月桂村、关庙村、木王村、柏杨村、三官堂村、汪家沟村、油房村、军农村、钢铁村、麦坪村和金竹园村。